# Mesene monostigma
Mesene monostigma är en sydamerikansk fjäril som beskrevs 1849 av Wilhelm Ferdinand Erichson utifrån ett specimen funnet i Guyana. Arten ingår i släktet Mesene och familjen Riodinidae.
M. monostigma är en ganska liten fjäril med bruna framvingar med var sin tydlig vit fläck, kraftfullt orange till rödorange bakvingar med bred brun kant, brun mellankropp och orange bakkropp.
Arten delas ofta upp i två underarter:
- Mesene monostigma monostigma - Guyana, Brasilien och Paraguay
- Mesene monostigma discolor – Bolivia

Taxonet Mesene hya bedöms idag ofta vara en geografisk fenotyp i västra Amazonas av arten Mesene monostigma, varför den antingen behandlas som underart till den senare, eller som del av underarten M. m. monostigma.